# Wele-Nzas
Wele-Nzas is een provincie in het continentale deel van Equatoriaal-Guinea. De provincie is 5478 km² groot en heeft 157.980 inwoners (2001). De hoofdstad is Mongomo. In 2017 is de provincie Djibholo van Wele-Nzas afgesplitst.
Annobón · Bioko Norte · Bioko Sur · Centro Sur · Kié-Ntem · Litoral · Wele-Nzas